# Bob Bellanca
Pour les articles homonymes, voir Bellanca.
 (octobre 2019).
Si vous disposez d'ouvrages ou d'articles de référence ou si vous connaissez des sites web de qualité traitant du thème abordé ici, merci de compléter l'article en donnant les références utiles à sa vérifiabilité et en les liant à la section « Notes et références ».
Bob Bellanca, né le 30 novembre 1965 à Toulouse, est un animateur de radio, chroniqueur, animateur de télévision, journaliste, chanteur, comédien, humoriste et écrivain français.

## Biographie

### Animateur de radio
Cette section ne s'appuie pas, ou pas assez, sur des sources secondaires ou tertiaires indépendantes du sujet.

Pour l'améliorer, ajoutez-en, ou placez des modèles {{Source secondaire souhaitée}} ou {{Source secondaire nécessaire}} sur les passages mal sourcés. (octobre 2022)
Bob Bellanca, de son vrai nom Bruno Bellanca, commence sa carrière dans les années 1980 comme animateur de radio locale. De 1989 à 1998, il travaille pour Skyrock sous le pseudonyme de « Bob le Cinglé » notamment avec l'émission « Bon appétit » le midi, de 1993 à 1994. Après son départ de Skyrock, il rejoint l’équipe de la matinale de Fun Radio, de 1998 à 2003. Il y anime les émissions FUNTONIC puis la matinale Bob, Isa et Martin. De juin 2008 à décembre 2008, il anime chaque weekend Les après-midis sport sur Europe 1 Sport.
De mars 2009 à septembre 2009, il anime entre 18 h et 20 h sur Ouï FM et en partenariat avec le site communautaire MySpace une émission quotidienne nommée Ouï Love MySpace. L'émission change d'horaire (17 h à 19 h), de partenaire (le site de partage de vidéos Dailymotion), et devient Ouï Love Dailymotion. De septembre 2009 à fin juillet 2012, il présente en semaine Sex, Bob & Rock N'Roll, entre 16 h et 19 h, ainsi que Ouï FM Connection le samedi de 18 h à 20 h. L'émission passe des classiques du rock américain des années 1970 et 1980, ainsi que des titres country contemporains.
Entre janvier 2017 et octobre 2018, Bob Bellanca a fait son retour sur OUI FM en produisant et en animant à nouveau Sex, Bob & Rock'n'Roll, tout en restant à l'antenne sur son média BTLV.

### Chanteur
En 1996 Bob sort un premier single, Viens chercher sous le pseudonyme Class 41, chez Sony Music. L’année suivante, il sortira Oh que c’est dur de se lever. Suivront ensuite Recto/Verso et Cours chez BMG, Rêve ! chez M6 Music et La tourista chez BMG.

### Chroniqueur de télévision
Cette section ne s'appuie pas, ou pas assez, sur des sources secondaires ou tertiaires indépendantes du sujet.

Pour l'améliorer, ajoutez-en, ou placez des modèles {{Source secondaire souhaitée}} ou {{Source secondaire nécessaire}} sur les passages mal sourcés. (octobre 2022)
En 1991, il débute à la télévision en faisant des caméras cachées aux côtés de Kad Merad dans Ciel mon mardi de Christophe Dechavanne sur TF1.
En 1992, il rejoint France 2, puis réalise des sketches dans Télématin. La même année, Thierry Ardisson lui demande de remplacer Laurent Baffie à ses côtés dans Ardimat.
Pendant la saison 1998-1999, il est l'animateur de son propre show Fun News sur Fun TV.
Ensuite il rejoint M6, où il anime Métropole Groove, une émission de variétés. Il est aussi chroniqueur dans le Hit Machine de Charly et Lulu.
En 2003, il apparaît sur France 2 en tant que chroniqueur dans C'est au programme de Sophie Davant. En 2004 on[Qui ?] lui confie les caméras cachées du Grand zapping de l’humour avec son compère Rémy Caccia.
En 2005, on[Qui ?] le retrouve sur TF1 dans Combien ça coûte ?
En octobre 2007, France 2 fait une nouvelle fois appel à lui pour une chronique humour dans Les rois du rire.

### Comédien
Il a reçu une formation de comédien au Cours Florent et à l’Actors Studio. On a pu le voir sur scène au Quai de la Gare, dans plusieurs courts métrages[Lesquels ?], dans des sketches [Lesquels ?] aux côtés des Nuls.
En 2008, il joue le rôle du 3e officier et du 2e porteur dans le téléfilm La Dame de chez Maxim de Jean-Luc Orabona, et le gérant d'un cabaret dans un épisode de Julie Lescaut.
Il est également apparu dans la série Pas sorti de l'auberge produite par Fabrice Brouwers sur RTL TVI en Belgique.

### Humoriste
En 2004, avec Rémy Caccia, il forme le duo Bob & Rémy. En 2005, ils donnent des représentations au Festival du rire de Serre Chevalier et au printemps de la même année au Théâtre de Dix Heures.
Depuis, Bob Bellanca a collaboré à divers projets humoristiques tels que Chez Vincent pour TF1 et Bob le coach pour une chaîne du câble[Laquelle ?].